# Gudrun Ruud
Pour les articles homonymes, voir Ruud.
Gudrun Marie Ruud, née le 14 avril 1882 et morte le 31 décembre 1958, est une zoologiste et éducatrice norvégienne. Elle est connue pour son rôle de pionnière dans la recherche embryologique, fondée sur des expérimentations avec des salamandres,.

## Jeunesse
Né à Christiania, Gudrun Ruud est la plus jeune des filles d'un marchand aisé, I. A. Ruud. Elle a une petite enfance agréable dans une grande propriété, où elle côtoie oies et des volailles sur le terrain. Très jeune, elle est attirée par les oiseaux, les animaux et les plantes qu'elle rencontre pendant ses vacances dans Østre Aker, juste à l'extérieur de la capitale. Elle a d'abord tenté des études pour devenir professeur, avant de se lancer dans des études scientifiques à l'université d'Oslo, dont elle sort diplômée en 1913. à partir de 1910, et ce afin de prendre en charge le coût de ses études, elle travaille comme assistante au Laboratoire de Zoologie.

## Carrière
Grâce à son travail dans le laboratoire, elle devient rapidement  la plus importante collaboratrice de Kristine Bonnevie, un poste qu'elle occupe pendant plusieurs années.
En 1916, toujours dans le laboratoire, elle est promue au rang de professeur à l'université, position qu'elle garde jusqu'à sa retraite, en 1948.
Le domaine principal de recherche de Gudrun Ruud est l'embryologie expérimentale centrée sur la façon dont les différentes cellules se développent dans l'embryon. De 1916 à 1920, elle se rend à Berlin à plusieurs reprises pour travailler avec Hans Spemann, à la Kaiser-Wilhelm-Institut für Biologie. En 1925, elle va aux États-Unis, où elle travaille avec Ross G. Harrison de l'Université Yale à la réalisation de travaux expérimentaux sur l'axolotl et la salamandre mexicaine. De retour à Oslo deux ans plus tard, elle découvre comment un membre peut se développer dans un lieu inhabituel sur le corps de l'axolotl, ces derniers disposant d'une faculté régénérative particulière.
L'enseignement constitue une partie importante des activités de Ruud au sein de son laboratoire. En plus d'aider Kristine Bonnevie avec son cours de zoologie qui a pour sujet l'anatomie, l'embryologie et la cytologie, Ruud est responsable pendant une année de formations pratiques et de conférences sur la thématique de l'histologie. Elle a également introduit l'étude de la microscopie auprès de ses étudiants. Ruud a en outre joué un rôle important dans la station biologique universitaire de Drøbak, où elle prodigue des stages pratiques en zoologie portant sur la vie animale dans le fjord.
En 1932, Ruud est devient membre de l'Académie norvégienne des sciences et des lettres. Elle meurt dans son sommeil le 31 décembre 1958.

## Sélection de publications
- (en) Gudrun Ruud, The Symmetry Relations of Transplanted Limbs in Amblystoma Tigrinum, Wistar Institute Press, 1926 (lire en ligne)
- (no) Gudrun Ruud, Dyreliv i Sjøens Strandbelte, Aschehoug, 1934 (lire en ligne)
- (no) Gudrun Ruud, Om hudsanseorganene hos Spinax niger, Bonaparte, Kristiania, 1913